# Японський чизкейк
Японський чизкейк (яп. スフレチーズケーキ), також відомий як чизкейк у стилі суфле, бавовняний чизкейк або легкий чизкейк — різновид чизкейку, який зазвичай легший за текстурою та менш солодкий, ніж чизкейки у північноамериканському стилі. Він має характерну хитку та повітряну текстуру, схожу на суфле, коли його щойно вийняли з духовки, і текстуру, схожу на шифонове тістечко, коли охолоне.
Рецепт був створений японським шеф-кухарем Томотаро Кузуно, якого надихнув місцевий чизкейк Käsekuchen (німецький варіант) під час поїздки до Берліна в 1960-х роках. Він менш солодкий і має менше калорій, ніж звичайні сирники в західному стилі, містить менше сиру та цукру. Пиріг готується з вершкового сиру, масла, цукру та яєць. Подібно до шифонового торта або суфле, японський чизкейк має пухнасту текстуру, отриману шляхом окремого збивання яєчного білка та яєчного жовтка. Традиційно його готують на водяній бані.
Торт був популяризований у всьому світі в 1990-х роках як фірмова страва кондитерської «Чизкейк дядька Тецу», заснованої у Хаката-ку, Фукуока, у 1947 році.